# Рудно-петрографический музей ИГЕМ РАН
Ру́дно-петрографи́ческий музей ИГЕМ РАН — единственный в России специализированный петрографический музей, располагающий систематической коллекцией всех видов магматических горных пород. Участник проекта «Открытое наследие» Wikimedia RU.
Музей доступен для посещения частными лицами, по предварительному согласованию.

## История
В 1930 году Геологический музей Петра Первого АН СССР (в Ленинграде) был преобразован в три самостоятельных научно-исследовательских института:
1. Геологический институт АН СССР (ГИН АН СССР), директор — академик В. А. Обручев;
2. Палеозоологический институт АН СССР (ПИН АН СССР), директор — академик А. А. Борисяк;
3. Петрографический институт АН СССР (ПЕТРИН АН СССР), директор — академик Ф. Ю. Левинсон-Лессинг.

Геологические коллекции и архивы Геологического музея Петра Первого АН СССР были переданы в ПЕТРИН АН СССР, при этом выставочная часть, в том же году, реорганизована в Петрографический музей.
Коллекции Рудно-петрографического музея ИГЕМ РАН, как и Минералогического музея имени А.Е. Ферсмана РАН и Палеонтологического музея имени Ю. А. Орлова при Палеонтологическом институте им. А.А. Борисяка РАН, берут свое начало от Минерального кабинета Санкт-Петербургской Кунсткамеры.
Петрографический музей в составе Петрографического института перебазировался из Ленинграда в Москву и в 1934 году разместился в Старомонетном переулке, д. 35.
В 1993 году Петрографический музей переименован в Рудно-петрографический.
Музей является научно-исследовательским структурным подразделением Института геологии рудных месторождений, петрографии, минералогии и геохимии (ИГЕМ) РАН.
Общая площадь музея составляет 150 кв. м.
Базовой для Рудно-петрографического музея является основанная в 1908 году академиком В. И. Вернадским «Систематическая петрографическая коллекция Геологического и минералогического музея имени Императора Петра Великого Императорской Академии наук». Экспозиции эталонной систематической коллекции магматических горных пород мира включают 750 образцов, представляющих 147 видов магматических горных пород. Также экспонируются региональные, тематические и мемориальные коллекции.
Научный фонд музея составляет более 80 000 единиц хранения; это образцы горных пород и минералов, шлифы и аншлифы, каталоги и папки с архивными документами на русском, немецком, французском и итальянском языках.

### Руководство
За музей отвечал по совместительству начальник Петрографического отдела или назначенный сотрудник. Начиная с 1930 года ими были:
- Левинсон-Лессинг, Франц Юльевич
- Афанасьев, Георгий Дмитриевич
- Яшина, Раиса Михайловна
- Воробьёва, Ольга Анисимовна
- Бельштерли, Маргарита Карловна
- Гоньшакова, Валентина Ивановна[6]

В 1975 году ввели должность заведующего музеем, им (по году назначения) были:
- 1975 — Гурбанов, Анатолий Георгиевич
- 1977 — Брюшкова, Любовь Петровна
- 1993 — Андреева, Евдокия Даниловна[7]
- 1997 — Павлов, Владимир Александрович[7]
- 2006 — Суханов, Михаил Константинович
- 2014 — Докучаев, Александр Яковлевич.

## Экспозиции музея
В музее представлено около 50 экспозиций, в том числе:
- «Классификация магматических горных пород» (основана академиком В. И. Вернадским в 1908 г., начала формироваться как систематическая коллекция академиком Ф. Ю. Левинсоном-Лессингом в 1930 г.)
- «Кимберлиты, карбонатиты, лампроиты»
- «Продукты современного вулканизма», посвященная памяти д.г.-м.н. А. П. Хренова
- «Руды главных металлогенических провинций России»
- «Рудно-петрографический музей ИГЕМ РАН и его партнеры», посвященная памяти академиков Ф. Б. Шмидта и Ф. Ю. Левинсона-Лессинга
- «Историческая коллекция фирмы „Krantz in Bonn“ — наследие Геологического музея им. Петра Великого Императорской Академии наук»
- «Геологические коллекции и архивные материалы выдающихся русских полярных экспедиций начала XX века»: к 115-летию Русской полярной экспедиции под руководством Э. В. Толля (РПЭ, 1900—1902 гг.); к 105-летию Гидрографической экспедиции Северного Ледовитого океана под руководством Б. А. Вилькицкого (ГЭСЛО, 1910—1915 гг.); к 115-летию шведско-русской экспедиции по проведению градусных измерений на архипелаге Шпицберген под руководством Ф. Н. Чернышёва (1899—1902 гг.)
- «Коллекция горных пород, собранных А. Ф. Постельсом во время кругосветного путешествия (1826—1829 гг.) на военном шлюпе „Сенявин“ под командованием капитана Ф. П. Литке» и выставка копий рисунков Александра Постельса и барона Фридриха фон Киттлитца (рисунки предоставлены издательством «Альфарет», Санкт-Петербург)
- «Коллекции продуктов датированных вулканических извержений и сопровождающие их архивные материалы — наследие Геологического музея им. Петра Великого АН СССР и Кунсткамеры в Санкт-Петербурге»: коллекция Карла Ванотти продуктов извержений вулкана Везувий (начиная с 97 г.) и коллекция Марио Джемелларо лавовых потоков вулкана Этна (начиная с 1535 г.)
- «Карадагская коллекция академика Ф. Ю. Левинсона-Лессинга» (по результатам изучения вулканической группы Карадага в Крыму, 1924—1929 гг.)
- «Коллекция образцов и изделий из обсидианов отдела Неметаллических полезных ископаемых ИГЕМ РАН»
- «Магматизм рудоконцентрирующих структур Приморья» — мемориальная коллекция д.г.-м.н. В. А. Баскиной, ИГЕМ РАН
- «Уникальные экспонаты из Минерального кабинета Санкт-Петербургской Кунсткамеры»
- «Материалы Сверхглубокого континентального научного бурения в России: вклад ученых ИГЕМ РАН»
- «МПГ и золоторудные месторождения» (в образцах профессора Э. М. Спиридонова и к.г.-м.н. Н. Н. Кривицкой, МГУ)
- «Руды и минералы Мирового океана»

Музей обменивается информацией о коллекциях и архивных материалах с образовательными и научно-исследовательскими организациями.

### Уникальные экспонаты
В помещении музея выставлены:

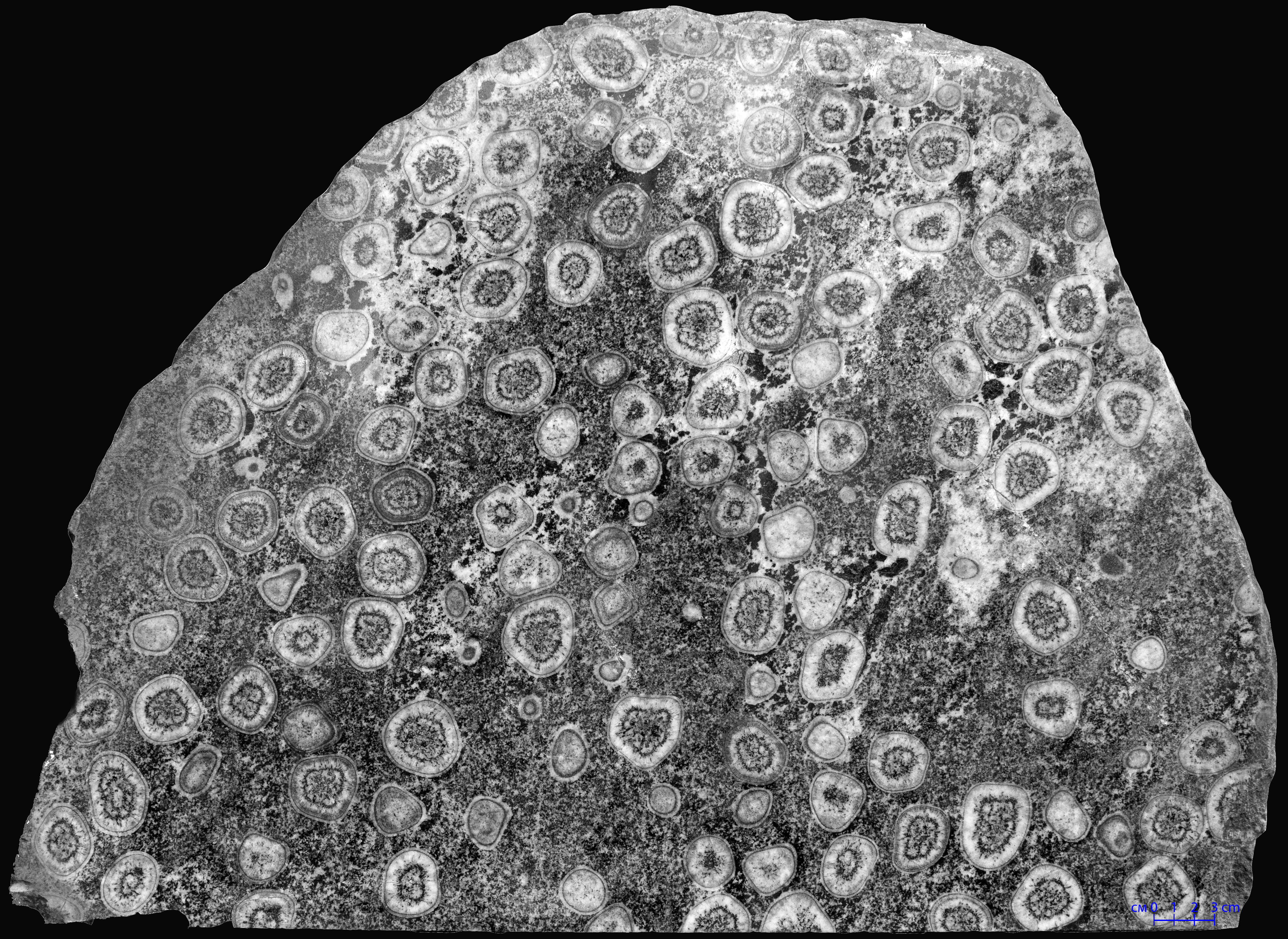
Плита корсита (орбикулярного габбро)

- дымчатый псевдогексагонально-призматический, короткостолбчатый монокристалл кварца (размером 105х100 см и весом 1300 кг) из месторождения Додо (Приполярный Урал) — один из крупнейших в государственных музеях России. Кристалл назван «Дар Алёшкову» — это дар советских геологов-кварцевиков д.г.-м.н. А. Н. Алёшкову (1896—1949) — первооткрывателю пьезо-кварцевого сырья на Приполярном Урале;
- образец корсита (син. наполеонит) — орбикулярного габбро, размером 63х48х14 см, вывезенного в конце XIX века Г. А. Струве с острова Корсика;
- часть «постройки» глубоководного «черного курильщика» — сульфидного (медно-цинково-колчеданного) рудного агрегата с аморфным кремнезёмом (размерами 60х45х30 см и весом более 200 кг), поднятая в конце XX века с глубины около 2500 м в западной части Тихого океана около острова Папуа («Венский лес», задуговый бассейн Манус);

Отдельные экспонаты музея в XIX веке входили в опись Минерального кабинета Кунсткамеры Императорской Академии наук в Санкт-Петербурге:
- найденная в Санкт-Петербурге глыба ледникового лабрадоритового валуна (размерами 70х50х60 см), по указу императора Александра I переданная в Императорский Минералогический музей в начале XIX века;
- семисторонний базальтовый «столб» (с природной столбчатой отдельностью, размерами 60х40х35 см и весом около 150 кг) — дар короля Великобритании Георга III, вывезенный в конце XVIII века из местности под названием «Дорога гигантов» в графстве Антрим (Северная Ирландия);
- итаколумит — «бразильский упругий камень» (эластичный песчаник).

## Фотогалерея

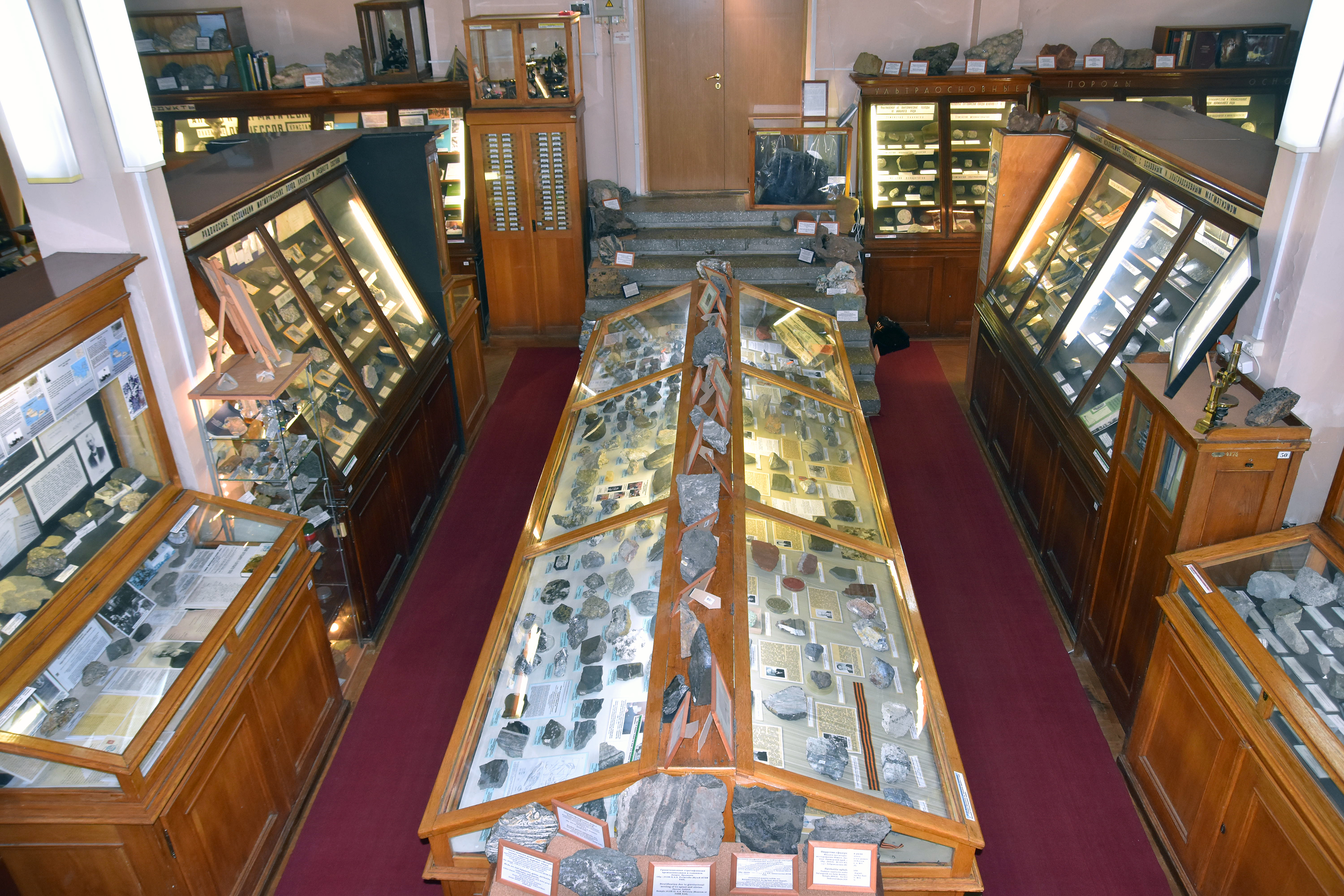
Вид на экспозицию
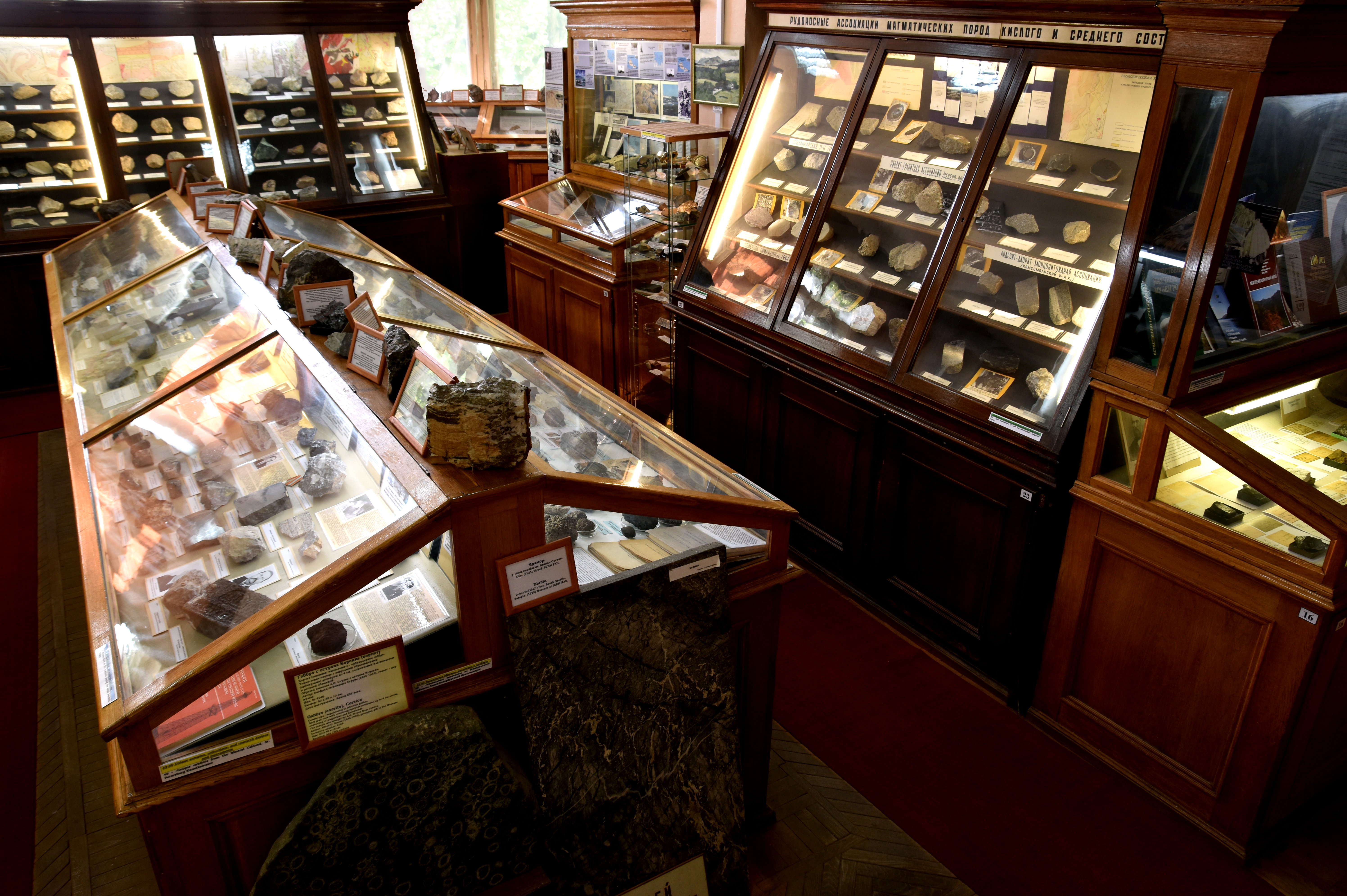